# سبکی تحمل‌ناپذیر هستی (فیلم)
سبُکیِ تحمل‌ناپذیرِ هستی (به انگلیسی: The Unbearable Lightness of Being) فیلمی ساختهٔ فیلیپ کافمن محصول سال ۱۹۸۸ است. این فیلم بر اساس رمانی از میلان کوندرا با همین نام (که در ایران با نام بار هستی ترجمه و چاپ شده) ساخته شده‌است.

## داستان فیلم
«توماس» (با بازی دی لوئیس)، جراح برجسته‌ای در سال ۱۹۶۸ و در بهار پراگ است که علاقهٔ خاصی به جنس مقابل دارد، اصول و قواعد خاص خود را نیز در این زمینه دارد: «لذت ببر، ولی هرگز عاشق نشو.» او که برای انجام یک عمل جراحی به خارج شهر رفته با «ترزا» (با بازی بینوش) که در یک رستوران کار می‌کند آشنا می‌شود. در پراگ نیز «سابینا» (با بازی اولین)، زن جوان نقاشی که پیرو همان فلسفهٔ زندگی «توماس» است، در انتظار او است. دیری نمی‌گذرد که «ترزا» ی خجالتی از خود دل و جرأتی نشان می‌دهد و به پراگ و به سراغ «توماس» می‌رود و پیش او می‌ماند.
«توماس»، «سابینا» را راضی می‌کند تا به «ترزا» عکاسی یاد دهد. «توماس» خیال دارد مطلب تندی را در مقایسهٔ «اودیپ» [که وقتی متوجه گناه خود شد، چشم‌هایش را به خاطر عذاب وجدان کور کرد] با هم‌پالکی‌های سابق «استالین» منتشر کند که به جرائم ناکرده اعتراف کردند. گرچه «ترزا» و «توماس» ازدواج می‌کنند، اما «توماس» به بی‌وفایی‌هایش ادامه می‌دهد. وقتی تانک‌های روسی وارد پراگ می‌شوند، زندگی‌شان تغییر می‌کند. اما «ترزا» به استقبال خطر می‌رود و عکس‌هایی مستند می‌گیرد و حتی دستگیر می‌شود. «سابینا» (و به دنبالش «ترزا» و «توماس») به ژنو فرار می‌کنند.
سردبیر یک روزنامه از عکس‌های «ترزا» تعریف می‌کند، ولی چیزی نمی‌گذرد که تاریخ مصرف‌شان تمام می‌شود و حالا همه به‌دنبال عکس پری‌رویان یا طبیعت هستند. «سابینا» مدل عکاسی «ترزا» می‌شود و دوستی دو زن شکل جدیدی به خود می‌گیرد. «سابینا» به ایالات متحده نقل مکان می‌کند. «ترزا» که می‌ترسد مبادا سربار «توماس» باشد، به پراگ بازمی‌گردد. «توماس» هم که به وابستگی‌اش به او پی برده، به دنبالش به پراگ می‌رود. مأموران مرزی دوربین «ترزا» و گذرنامهٔ «توماس» را توقیف می‌کنند. از آنجا که «توماس» قاطعانه از مقالهٔ اودیپی‌اش دفاع کرده و حاضر نیست حرف‌هایش را پس بگیرد، تنزل مقام می‌گیرد و ابتدا پزشک عمومی و سپس شیشه پاک‌کن می‌شود. «ترزا» نیز در فروشگاهی خفه و بی‌روح کار می‌کند که نظافتچی‌اش، سفیر سابق چکسلواکی در اتریش است. «توماس» و «ترزا» پایتخت پارانویائی را به مقصد روستائی ترک می‌کنند. مرگ سگ‌شان برای مدت زمانی کوتاه، زندگی شاد روستائی‌شان را تلخ می‌کند. پس از آن که «توماس» دست یک کشاورز را جا می‌اندازد، همگی سوار بر کامیونی به مجلس جشنی روستایی می‌روند. در کالیفرنیا «سابینا» خبر مرگ دوستانش را می‌شنود که در بازگشت از جشن، در تصادف اتوموبیل کشته شده‌اند.